# Adelphicos daryi
Adelphicos daryi és una espècie de serp pertanyent a la família Colubridae. És un endemisme de Guatemala.